# Jack Vettriano
Jack Vettriano, all'anagrafe Jack Hoggan (Methil, 17 novembre 1951 – Nizza, 1º marzo 2025), è stato un pittore britannico.

## Biografia
Nato a Saint Andrews e cresciuto a Methil – cittadina industriale scozzese del Fife – in una famiglia legata all'estrazione del carbone, Hoggan iniziò a lavorare precocemente, fin dai dieci anni, per contribuire alle finanze familiari e a 16 anni lasciò la scuola per impiegarsi come apprendista tecnico minerario.
Iniziò da autodidatta l'attività pittorica dopo aver ricevuto un set di pennelli e acquerelli in regalo per il suo ventunesimo compleanno.
Le sue prime opere, firmate con il nome di nascita, sono in genere riproduzioni di impressionisti che solo quasi quindici anni più tardi riuscì a esporre in un ambiente artistico professionale: la sua mostra d'esordio è, infatti, del 1988 presso la Royal Scottish Academy durante la quale, nel primo giorno d'esposizione, entrambi i suoi dipinti presentati furono venduti; questo garantì all'artista l'invito a numerose mostre presso altre gallerie d'arte.
Al successo artistico coincise la fine del matrimonio e il susseguente trasferimento a Edimburgo; lì Hoggan assunse Vettriano quale suo nome d'arte, prendendolo dal cognome di sua madre, figlia di un emigrante di Belmonte Castello, in provincia di Frosinone, che lasciò l'Italia per lavorare in Scozia come minatore. Il 1 marzo 2025, è stato ritrovato senza vita nel suo appartamento di Nizza; aveva 73 anni.

## Mostre e incassi
Le città di Edimburgo, Londra, Hong Kong, Johannesburg, e New York hanno ospitato numerose sue mostre. I suoi quadri ricordano il genere film noir, spesso con tematiche romantiche e nudi in primo piano. I suoi lavori sono talvolta stati tacciati di populismo e definiti privi di immaginazione da alcuni critici d'arte. Vettriano è tuttavia uno dei pittori contemporanei più venduti internazionalmente.
I suoi originali vengono valutati altissime cifre, ma sembra che le sue riproduzioni guadagnino addirittura di più. Il quotidiano The Guardian afferma che l'artista incassi 500.000 sterline all'anno in soli diritti d'autore per riproduzioni tipografiche. La sua opera più famosa, The Singing Butler, ogni anno viene regolarmente riprodotta su biglietti d'auguri in Gran Bretagna e vende più di qualsiasi altro artista. In Italia, molte sue opere sono state riprodotte su copertine di libri di letteratura moderna. Il 21 aprile 2004 l'opera originale de The Singing Butler è stata venduta all'asta per 744.500 sterline.
Nel novembre 1999 i lavori di Vettriano sono stati esposti per la prima volta a New York, esibiti alla International 20th Century Arts Fair. Una serie di sue opere è stata venduta per un totale superiore al milione di sterline in agosto 2007. L'opera più costosa è stata Bluebird at Bonneville, comprata per 468.000 sterline all'asta di Sotheby's tenutasi in Scozia, presso il Gleneagles Hotel. Vettriano mantiene laboratori d'arte in Scozia, Londra e Nizza. È stato rappresentato dalla Portland Gallery fino al 2007, suoi quadri sono stati acquistati da Jack Nicholson, Sir Alex Ferguson, Sir Tim Rice e Robbie Coltrane e altre importanti personalità. A tutt'oggi sono stati pubblicati cinque volumi sulla sua vita e opere, l'ultimo nel 2008 col titolo Studio Life.
Dal 26 febbraio al 21 settembre 2025, le sale di Palazzo Pallavicini  a Bologna ospitano per la prima volta in assoluto in Italia una mostra dedicata all'artista Jack Vettriano. L'esposizione è organizzata e realizzata da Chiara Campagnoli, Deborah Petroni e Rubens Fogacci della Pallavicini s.r.l., con la collaborazione dell’artista e curatela di Francesca Bogliolo. Il percorso vede alternarsi più di 70 opere tra cui quattro oli, grafiche a tiratura limitata create appositamente per la mostra italiana e gli scatti nello studio di Jack Vettriano eseguiti da Francesco Guidicini, ritrattista ufficiale del “Sunday Times” le cui opere sono presenti alla National Portrait Gallery di Londra.